# Nyköpings, Torshälla, Mariefreds och Trosa valkrets
Nyköpings, Torshälla, Mariefreds och Trosa valkrets var vid riksdagsvalen till andra kammaren 1866–1875 en egen valkrets med ett mandat. Inför valet 1878 fördes Nyköping, Mariefred och Trosa till Nyköpings, Strängnäs, Mariefreds och Trosa valkrets medan Torshälla fördes till Eskilstuna och Torshälla valkrets.

## Riksdagsmän
- Henric Vougt (1867–1869)
- Johan Bäcklin (1870)
- Adolf Helander (1871–1878)